# Baye (Finistère)
Pour les articles homonymes, voir Baye.
Baye [bεj] est une commune française, située dans le département du Finistère en région Bretagne.

## Géographie

### Situation
Baye est une commune appartenant à la communauté de communes du pays de Quimperlé (Quimperlé Communauté). Avec une superficie de seulement 729 hectares, elle est la plus petite du secteur.
Elle est attenante à Quimperlé à l'est, à Mellac au nord, à Moëlan-sur-Mer au sud et à  Riec-sur-Bélon à l'ouest. Elle ne possède que des limites artificielles sauf avec Riec-sur-Bélon (le cours de la rivière du Bélon servant de limite). D'un point de vue historique, elle appartient à la Cornouaille.
| - Localisation de Baye sur une carte des communes du Finistère. - Carte de la commune de Baye(tracé en orange de la limite communale). |

|                |                | Mellac    |
| Riec-sur-Belon | Baye           | Quimperlé |
|                | Moëlan-sur-Mer |           |

### Relief et hydrographie
La commune de Baye est faiblement vallonnée. Son territoire s'étage entre 13 et 70 m d'altitude.
| - Carte topographique de la commune de Baye. |

La commune est située dans le bassin Loire-Bretagne. Elle est drainée par le Bélon, le Frout, le ruisseau de Kerlouret et divers autres petits cours d'eau,.
Le Bélon, un petit fleuve côtier d'une longueur de 26 km, prend sa source dans la commune de Bannalec et se jette  dans l'Océan Atlantique en limite de Moëlan-sur-Mer et de Riec-sur-Bélon, après avoir traversé six communes. 

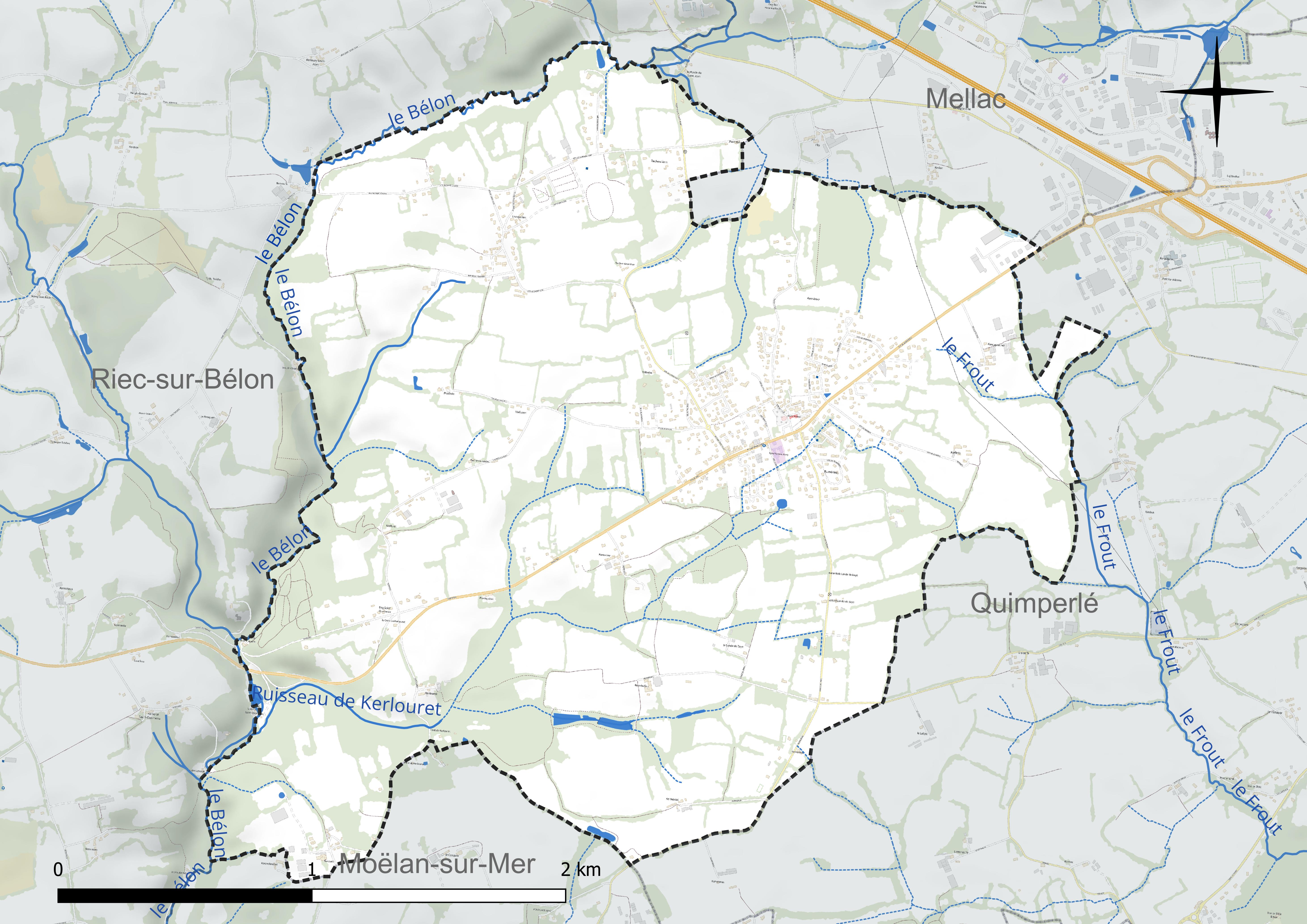
Réseau hydrographique de Baye.

### Climat
Pour des articles plus généraux, voir Climat de la Bretagne et Climat du Finistère.
En 2010, le climat de la commune est de type climat océanique franc, selon une étude du CNRS s'appuyant sur une série de données couvrant la période 1971-2000. En 2020, Météo-France publie une typologie des climats de la France métropolitaine dans laquelle la commune est exposée à un climat océanique et est dans la région climatique  Bretagne orientale et méridionale, Pays nantais, Vendée, caractérisée par une faible pluviométrie en été et une bonne insolation. Parallèlement l'observatoire de l'environnement en Bretagne publie en 2020 un zonage climatique de la région Bretagne, s'appuyant sur des données de Météo-France de 2009. La commune est, selon ce zonage, dans la zone « Intérieur  », exposée à un climat médian, à dominante océanique.  
Pour la période 1971-2000, la température annuelle moyenne est de 11,7 °C, avec  une amplitude thermique annuelle de 11,2 °C. Le cumul annuel moyen de précipitations est de 1 055 mm, avec 15,2 jours de précipitations en janvier et 7,8 jours en juillet. Pour la période 1991-2020, la température moyenne annuelle observée sur la station météorologique la plus proche, située sur la commune de Lanvénégen à 16 km à vol d'oiseau, est de 12,1 °C et le cumul annuel moyen de précipitations est de 1 215,0 mm,. Pour l'avenir, les paramètres climatiques de la commune estimés pour 2050 selon différents scénarios d'émission de gaz à effet de serre sont consultables sur un site dédié publié par Météo-France en novembre 2022.

### Transports
Le bourg de Baye est traversé par l'ancienne route nationale 783 (elle-même issue de l'ancienne route départmentale 1 au XIXe siècle) et actuelle D 783.

## Urbanisme

### Typologie
Au 1er janvier 2024, Baye est catégorisée commune rurale à habitat dispersé, selon la nouvelle grille communale de densité à 7 niveaux définie par l'Insee en 2022.
Elle est située hors unité urbaine. Par ailleurs la commune fait partie de l'aire d'attraction de Quimperlé, dont elle est une commune de la couronne,. Cette aire, qui regroupe 11 communes, est catégorisée dans les aires de moins de 50 000 habitants,.

### Occupation des sols
Le tableau ci-dessous présente l'occupation des sols détaillée de la commune en 2018, telle qu'elle ressort de la base de données européenne d'occupation biophysique des sols Corine Land Cover (CLC). Le bocage a été en grande partie préservé et les petites parcelles de terre entourées de talus et d'arbres occupent près de la moitié de la surface de la commune.
| Type d'occupation                                                                   | Pourcentage | Superficie (en hectares) |
| ----------------------------------------------------------------------------------- | ----------- | ------------------------ |
| Tissu urbain discontinu                                                             | 12,0 %      | 87                       |
| Zones industrielles ou commerciales et installations publiques                      | 0,4 %       | 3                        |
| Terres arables hors périmètres d'irrigation                                         | 21,0 %      | 153                      |
| Prairies et autres surfaces toujours en herbe                                       | 3,4 %       | 25                       |
| Systèmes culturaux et parcellaires complexes                                        | 48,3 %      | 351                      |
| Surfaces essentiellement agricoles interrompues par des espaces naturels importants | 3,4 %       | 25                       |
| Forêts de feuillus                                                                  | 11,4 %      | 83                       |
| Source : Corine Land Cover                                                          |             |                          |

| - Carte des infrastructures et de l'occupation des sols de la commune de Baye en 2018 (CLC). - Carte orthophotographique de la commune de Baye (limite communale en jaune). |

### Morphologie urbaine
Le bourg paroissial constitue la principale agglomération de la commune. Jusqu'au début du XXe siècle, le bourg paroissial, de taille modeste, a compté moins d'habitants que le village de Locquillec. Le bourg ne s'est en effet développé que tardivement le long de l'axe routier Quimperlé - Pont-Aven.

## Toponymie
Le nom de la localité est attesté sous les formes Bei en 105, Beiam plebem au XIIe, Bey en 1318, 1516, 1536, 1574, et enfin Bay, Bayz, Bays et Beye en 1779.
Attesté localement sous la forme bretonne Bai ou Bei.

## Histoire

### Préhistoire et Antiquité
Selon Benjamin Girard, « on présume qu'une voie romaine (...) traversait la commune de Baye. Des quantités assez considérables de tuiles [tegula] et briques à crochets ont été trouvées près du bourg ».

### Origines
Baye aurait fait partie, comme Clohars-Carnoët, Moëlan et la majeure partie de Quimperlé de la ploue de l'Armorique primitive de Mellac (dont le suffixe -ac témoigne d'une origine gallo-romaine), qui s'étendait sur 14 000 hectares et était limitée par l'Océan Atlantique, la Laïta, l'Isole et le Bélon.
La création de la paroisse de Baye résulterait, selon la vie de saint Gurthiern, d'une donation par le roi Gradlon d'un terroir de mille pas autour de l'ermitage du saint dans la plaine.

### Moyen Âge
Au XIe siècle le territoire de Plebs Beia s'étendait jusqu'à la Laïta, englobant les trèves de Lothéa et Trélivalaire. À l'époque féodale les terres de Baye relevaient du fief de la puissante seigneurie de Quimerch, dont le siège était situé dans la paroisse voisine de Bannalec. Au XVe siècle, deux manoirs sont attestés sur le territoire actuel de Baye : un à Locquillec et l'autre à Kermorial. À la réformation des fouages de 1426, Richard de Kermorial, qui réside en son manoir de Kermorial, est le seul noble cité pour la paroisse.
Lors de la montre de 1481 de l'évêché de Cornouaille qui se tint à Carhaix, Henry de Kermorial, archer en brigandine, fut le seul noble représentant la paroisse de Baye.
Lors de la Réformation de la noblesse de Bretagne de 1680, Nicolas de Kermorial rendit aveu pour son manoir et pour une chapelle qui n'existe plus, située alors à proximité.
Une bulle d'indulgence à perpetuité fut accordée par le pape Clément XI le 24 janvier 1714 pour la confrérie des Trépassés qui venait d'être créée à Baye.
En 1759, la paroisse de Baye [le nom est écrit Bey] devait chaque année fournir 6 hommes pour servir de garde-côtes.

### Temps modernes

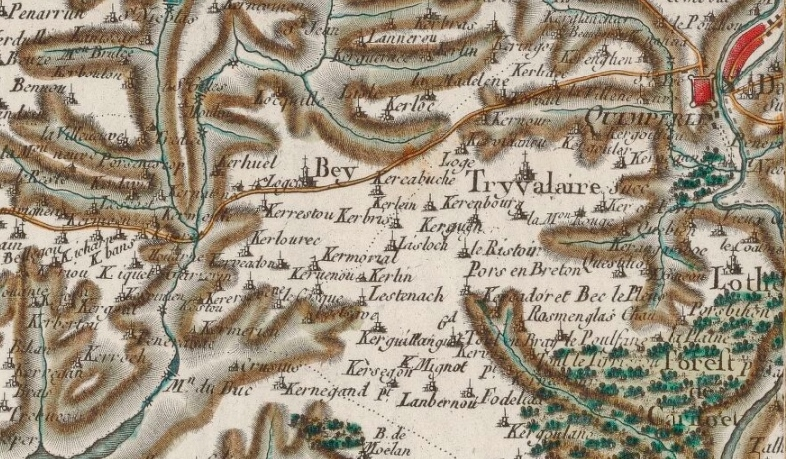
Carte de Cassini (1783) : Baye (alors écrit Bey) et ses environs.

Jean-Baptiste Ogée décrit ainsi Baye en 1778 :

« Bay ; à peu de distance de la route de Quimperlé à Concarneau ; à 8 lieues trois quarts à l'Est-Sud-Est de Quimper, son évêché ; à 31 lieues de Rennes et à 1 lieue de Quimperlé, sa subdélégation et son ressort. On y compte 500 communiants. La cure est à l'Ordinaire. Son territoire est coupé de beaucoup de ruisseaux qui se perdent, les uns dans la rivière de Laita, les autres dans la mer ; partie de ce pays montagneux [sic] est cultivé, l'autre partie est inculte et en landes. »

### Révolution française
La petite paroisse est érigée en commune en 1790 et cède deux villages à sa voisine Moëlan-sur-Mer.
La commune fut incluse dans le district de Quimperlé et le canton de Quimperlé.
Yves Boézédan, recteur de Baye, refusa le serment de fidélité à la Constitution civile du clergé en 1791, devenant donc prêtre réfractaire. Il fut arrêté au presbytère de Baye en décembre 1792, détenu à Kerlot, puis aux Capucins de Landerneau jusqu'en novembre 1793 et libéré en mars 1794 ; il fut à nouveau emprisonné (à Quimper) entre le 29 juin 1795 et le 28 mars 1796. Il démissionna en 1803.

### LeXIXesiècle
En 1842, l'ancienne église est démolie car elle menaçait ruine. Il s'agissait d'un édifice de plan rectangulaire et à chevet plat datant du XVIe siècle. Une nouvelle église, réalisée suivant les plans de l'architecte diocésain Joseph Bigot, est bâtie. Le petit clocher est le seul élément à avoir été sauvegardé de l'ancienne église.
A. Marteville et P. Varin, continuateurs d'Ogée, décrivent ainsi Baye en 1843 :

« Bay, Bayz, Bays ou Beye, commune formée de l'ancienne paroisse de ce nom (...). Principaux villages : Locquillec, Pont-Mellac, Kerreslon, Kermorial, Garzérin. Superficie totale : 729 hectares, dont (...) terres labourables 307 ha, prés et pâturages 57 ha, bois 26 ha, étangs et marais 3 ha, landes et incultes 295 ha (...). Pas de moulins. La route départementale n°1, du Finistère, dite de Hennebont à Brest, traverse la commune de l'est à l'ouest. Géologie : constitution granitique. On parle le breton. »

Selon un document déposé au Corps législatif 51 des 58 conscrits de Baye pour la période allant de 1858 à 1867 ne savaient ni lire ni écrire.
Un rapport de l'inspecteur d'académie signale en 1880 que la commune de Baye fait partie des six communes du département du Finistère « encore dépourvues de tout moyen d'instruction ».
Jusque vers le milieu du XIXe siècle le hameau de Locquillec, composé de plusieurs fermes et d'une chapelle, était plus peuplé que le bourg, alors d'importance très modeste.
En 1889, Benjamin Girard écrit que « cette petite commune ne se compose que du bourg, situé sur la route départementale 1 d'Hennebont à Lanvéoc et de quelques villages environnants. Elle a peu d'importance.

### LeXXesiècle

#### La Belle Époque
En 1903, le curé de Baye, l'abbé Berthou, écrit : « Tous [les enfants] à coup sûr, apprennent le français, mais sans bien le comprendre ».
Le 13 mars 1906 une foule estimée à 250 personnes, massée devant l'église paroissiale, criant : « Liberté ! Liberté ! Vive la religion ! On n'entre pas !», empêcha la tenue de l'inventaire des biens d'église qui devait avoir lieu ce jour-là.

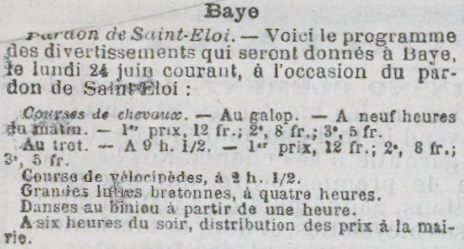
Article du journal La Dépêche de Brest et de l'Ouest présentant le programme du pardon de Saint-Éloi organisé à Baye le lundi 24 juin 1901.
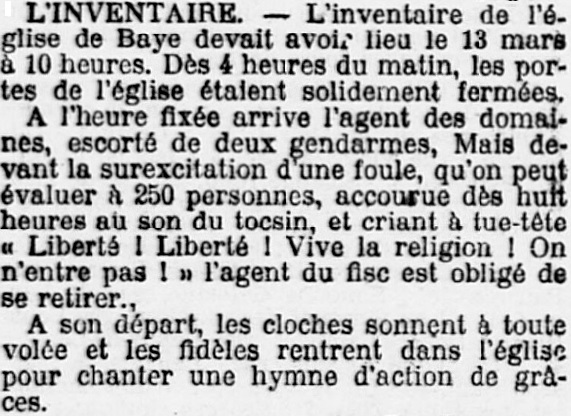
Article du journal L'Ouest-Éclair racontant comment les paroissiens de Baye empêchèrent l'inventaire des biens d'église qui devait avoir lieu le 13 mars 1906.

#### La Première Guerre mondiale

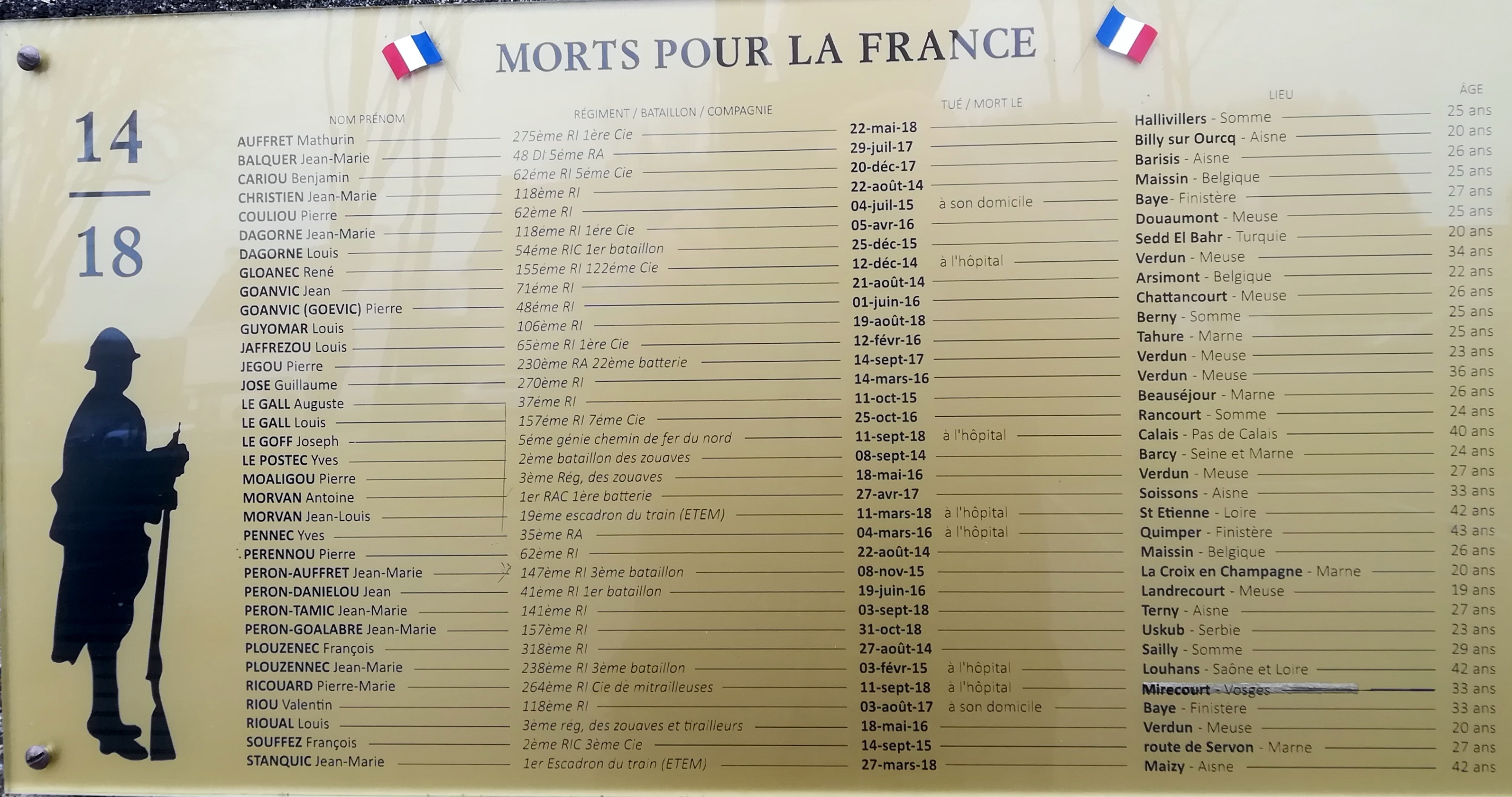
Baye : la liste des morts pour la France pendant la Première Guerre mondiale.

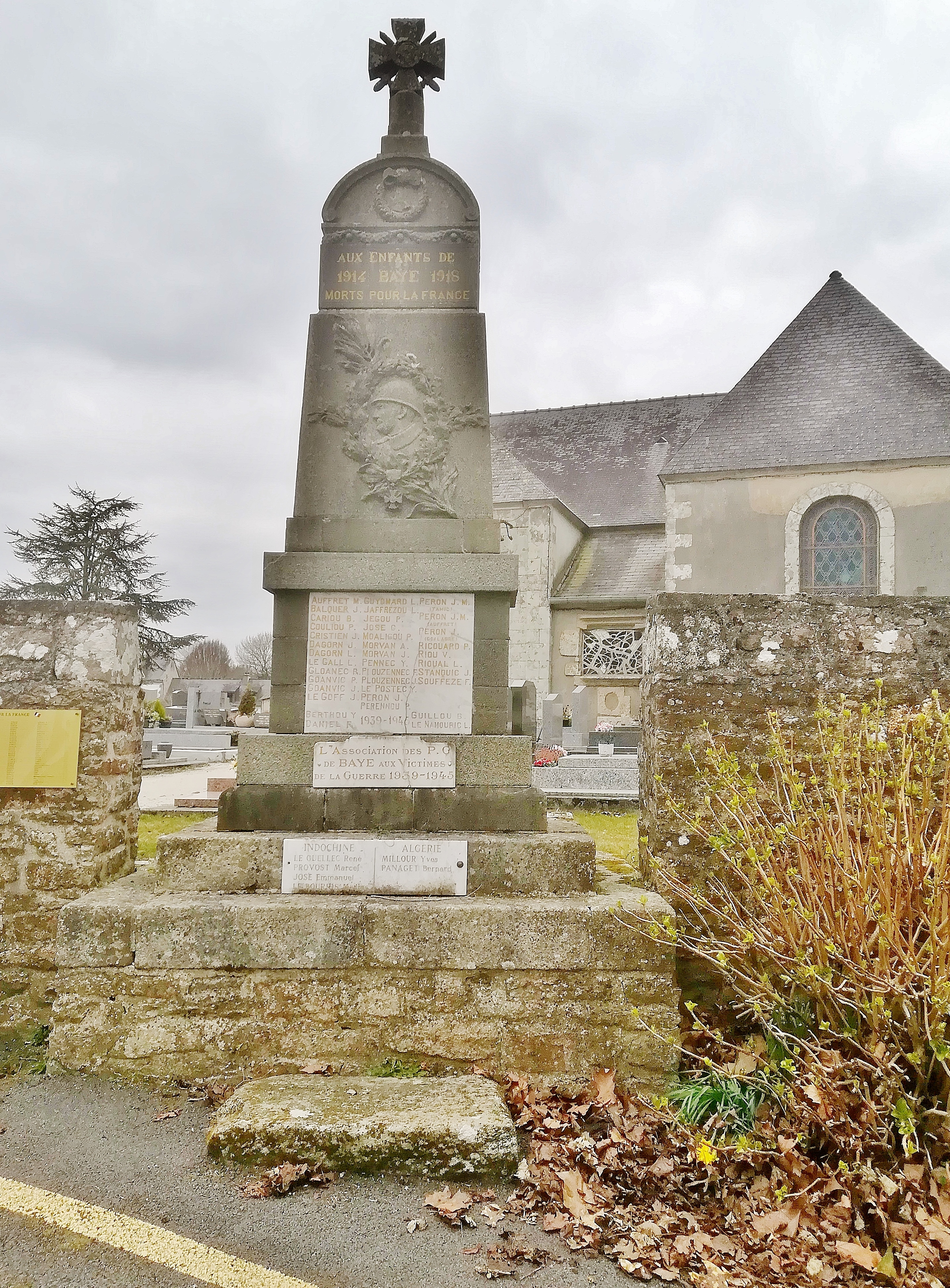
Baye : le monument aux morts (stèle en kersantite surmontée d´une croix de guerre et figurant le bas-relief d´un poilu).

Le monument aux morts de Baye porte les noms de 33 soldats morts pour la France pendant la Première Guerre mondiale ; parmi eux, 3 au moins sont morts sur le front belge dès août 1914 (Jean Goanvic le 21 août 1914 à Arsimont, Jean Christien et Pierre Pérennou le 22 août 1914 à Maissin) ; un au moins (Louis Dagorn) est mort en Turquie lors de la Bataille de Sedd-Ul-Bahr ; un au moins (Jean Péron) est mort dans les Balkans, en Serbie, dans le cadre de l'expédition de Salonique ; la plupart des autres sont morts sur le sol français (parmi eux, Louis Le Gall a été décoré de la Médaille militaire et de la Croix de guerre et Mathurin Auffret de la Croix de Guerre).

#### L'Entre-deux-guerres
Le monument aux morts de Baye est inauguré le dimanche 19 juin 1921.
Le village de Locquillec organisait alors tous les ans sa fête annuelle au mois de septembre, par exemple en 1931. La paroisse de Baye organisait chaque année fin mai ou début juin un pardon des chevaux, dit aussi pardon de Saint-Éloi, présenté en 1932 comme étant sa fête patronale

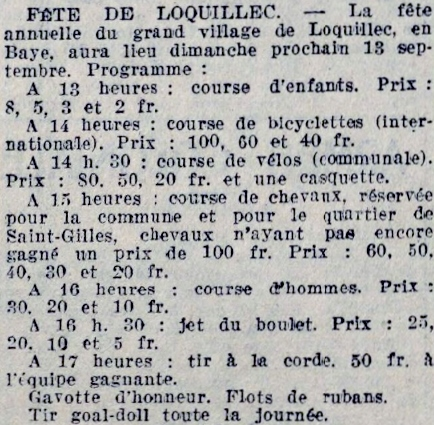
Article du journal La Dépêche de Brest et de l'Ouest présentant le programme de la fête annuelle du village de Loquillec organisée le 18 septembre 1931.
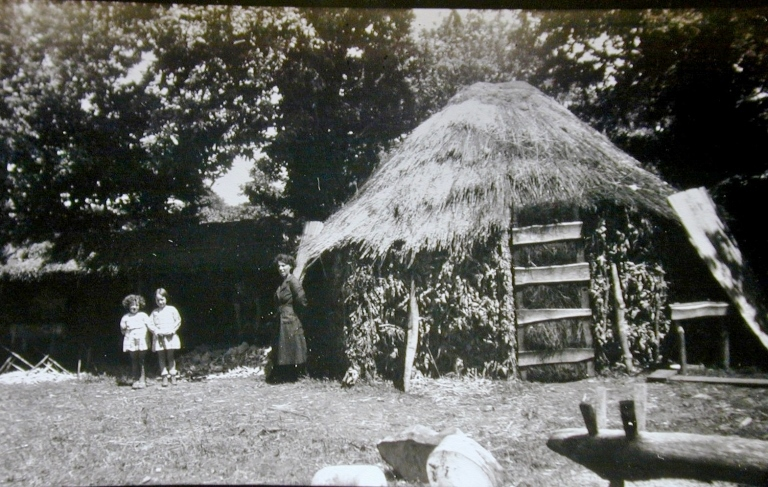
Baye : hutte de sabotier vers 1935.

#### La Seconde Guerre mondiale
Le monument aux morts de Baye porte les noms de 4 personnes (Yves Berthou, Francis Daniel, Barthélémy Guillou et Louis Le Namouric) mortes pour la France pendant la Seconde Guerre mondiale.

#### Les guerres d'Indochine et d'Algérie
Le monument aux morts de Baye porte les noms de 4 soldats (Emmanuel Jose, Marius Le Bourhis, René Le Guellec et Marcel Provost) morts pour la France pendant la guerre d'Indochine et deux (Yves Millour et Bernard Panaget) pendant la guerre d'Algérie.

## Politique et administration

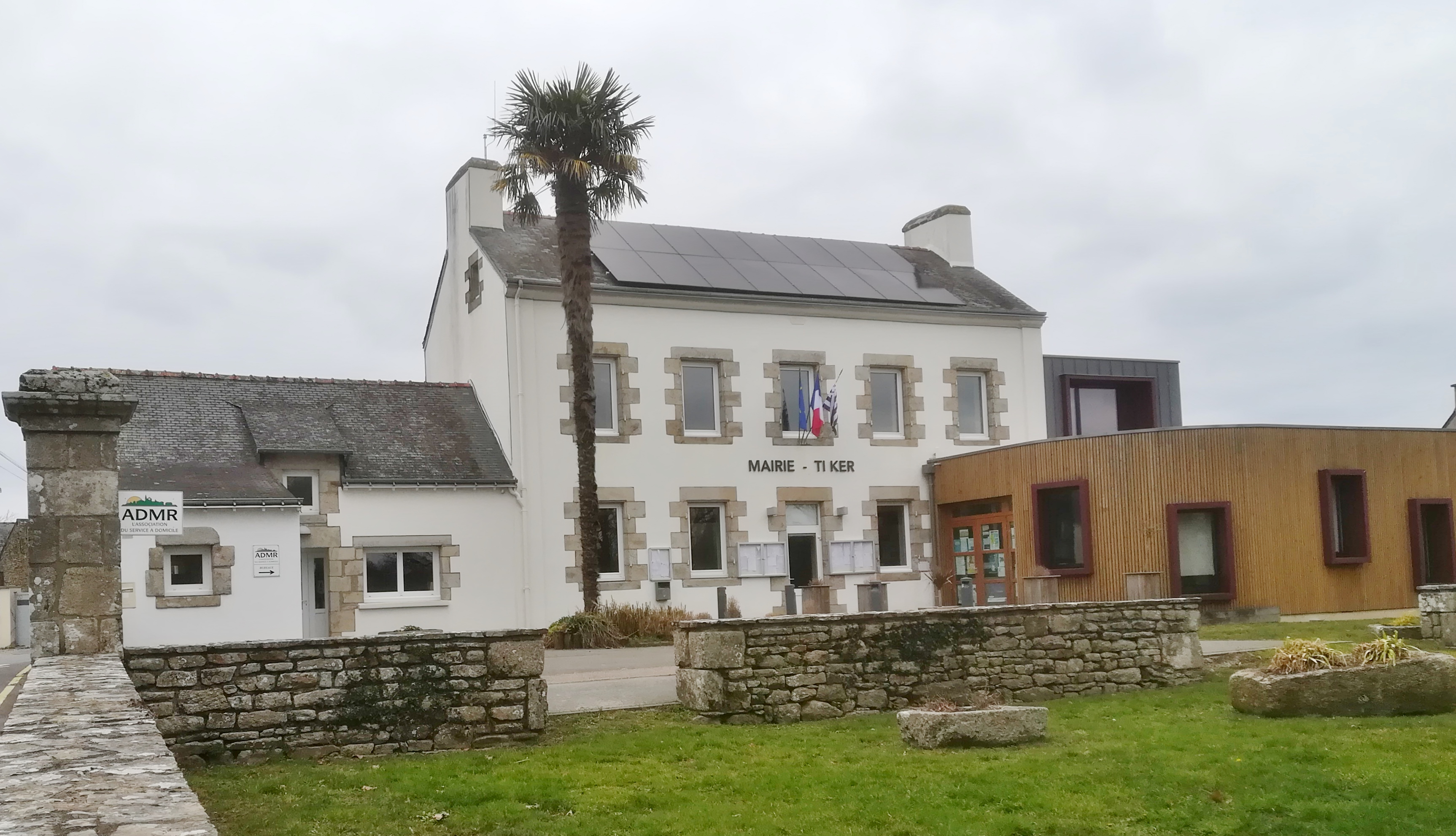
La mairie (ancien presbytère).

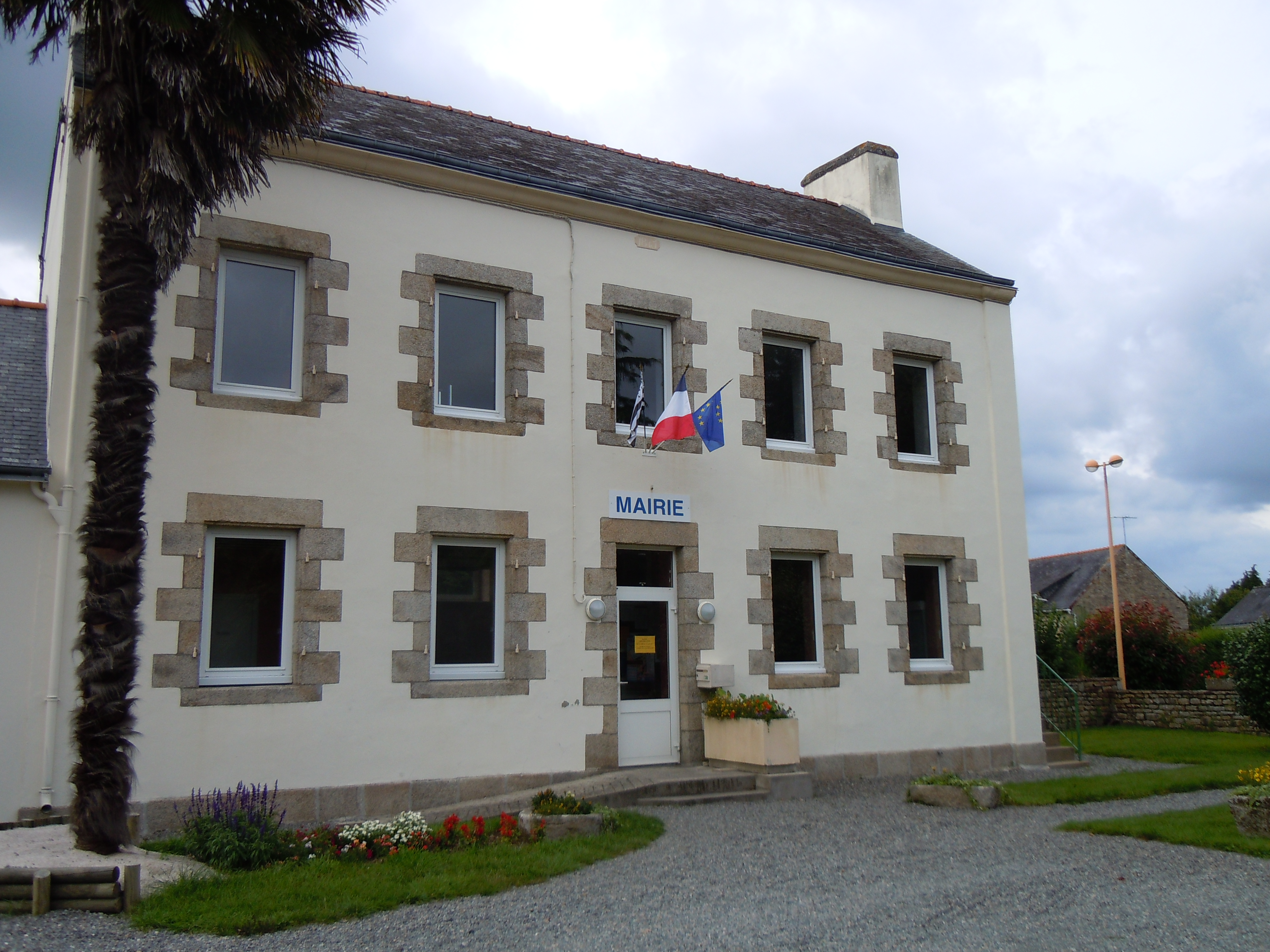
La mairie (ancien presbytère).

## Population et société

### Démographie

#### Évolution démographique
L'évolution du nombre d'habitants est connue à travers les recensements de la population effectués dans la commune depuis 1793. Pour les communes de moins de 10 000 habitants, une enquête de recensement portant sur toute la population est réalisée tous les cinq ans, les populations de référence des années intermédiaires étant quant à elles estimées par interpolation ou extrapolation. Pour la commune, le premier recensement exhaustif entrant dans le cadre du nouveau dispositif a été réalisé en 2005.
En 2022, la commune comptait 1 363 habitants, en évolution de +18,62 % par rapport à 2016 (Finistère : +2,16 %, France hors Mayotte : +2,11 %).1 104 habitants.
| 1793 | 1800 | 1806 | 1831 | 1836 | 1841 | 1846 | 1851 | 1856 |
| ---- | ---- | ---- | ---- | ---- | ---- | ---- | ---- | ---- |
| 380  | 400  | 347  | 402  | 482  | 495  | 547  | 527  | 492  |

| 1861 | 1866 | 1872 | 1876 | 1881 | 1886 | 1891 | 1896 | 1901 |
| ---- | ---- | ---- | ---- | ---- | ---- | ---- | ---- | ---- |
| 524  | 590  | 529  | 530  | 543  | 600  | 625  | 619  | 649  |

| 1906 | 1911 | 1921 | 1926 | 1931 | 1936 | 1946 | 1954 | 1962 |
| ---- | ---- | ---- | ---- | ---- | ---- | ---- | ---- | ---- |
| 615  | 587  | 540  | 551  | 549  | 544  | 503  | 452  | 438  |

| 1968 | 1975 | 1982 | 1990 | 1999 | 2005  | 2006  | 2010  | 2015  |
| ---- | ---- | ---- | ---- | ---- | ----- | ----- | ----- | ----- |
| 414  | 547  | 781  | 895  | 912  | 1 061 | 1 064 | 1 141 | 1 143 |

| 2020  | 2022  | - | - | - | - | - | - | - |
| ----- | ----- | - | - | - | - | - | - | - |
| 1 281 | 1 363 | - | - | - | - | - | - | - |

À Baye les nouveaux arrivants font le choix du moindre coût des terrains et de l'immobilier et du cadre de vie rural et boisé.

#### Pyramide des âges
En 2018, le taux de personnes d'un âge inférieur à 30 ans s'élève à 28,9 %, soit en dessous de la moyenne départementale (32,5 %). À l'inverse, le taux de personnes d'âge supérieur à 60 ans est de 29,9 % la même année, alors qu'il est de 29,8 % au niveau départemental.
En 2018, la commune comptait 587 hommes pour 611 femmes, soit un taux de 51 % de femmes, légèrement inférieur au taux départemental (51,41 %).
Les pyramides des âges de la commune et du département s'établissent comme suit.
| Hommes | Classe d’âge | Femmes |
| ------ | ------------ | ------ |
| 0,6    | 90 ou +      | 1,4    |
| 6,7    | 75-89 ans    | 7,2    |
| 22,3   | 60-74 ans    | 21,6   |
| 21,6   | 45-59 ans    | 21,3   |
| 19,1   | 30-44 ans    | 20,4   |
| 9,9    | 15-29 ans    | 9,6    |
| 19,7   | 0-14 ans     | 18,5   |

| Hommes | Classe d’âge | Femmes |
| ------ | ------------ | ------ |
| 0,7    | 90 ou +      | 2,2    |
| 7,8    | 75-89 ans    | 11,5   |
| 19,2   | 60-74 ans    | 20,1   |
| 20,8   | 45-59 ans    | 19,7   |
| 17,7   | 30-44 ans    | 16,6   |
| 17,1   | 15-29 ans    | 14,7   |
| 16,8   | 0-14 ans     | 15,2   |

## Économie
L'andouille de Baye était réputée dans la région ; ressemblant à l'andouille de Guémené, elle a été fabriquée entre 1925 et 2019 (jusqu'à 1 500 andouilles étaient produites chaque semaine dans la boucherie-charcuterie de Baye).

## Langue bretonne
L'adhésion à la charte Ya d'ar brezhoneg a été votée par le conseil municipal le 23 février 2011.

## Patrimoine civil et religieux
- L'église Saint-Pierre-aux-Liens, dédiée à Saint-Pierre-ès-Liens, construite entre 1842 et 1850 en remplacement de l'ancienne église, réalisée suivant les plans de l'architecte diocésain Joseph Bigot. Il s'agit d'une de ses premières réalisations. Elle est en forme de croix latine. L'enclos paroissial ceinturant l'église a été achevé en 1853 et abrite toujours le cimetière. La croix du cimetière date de 1867.

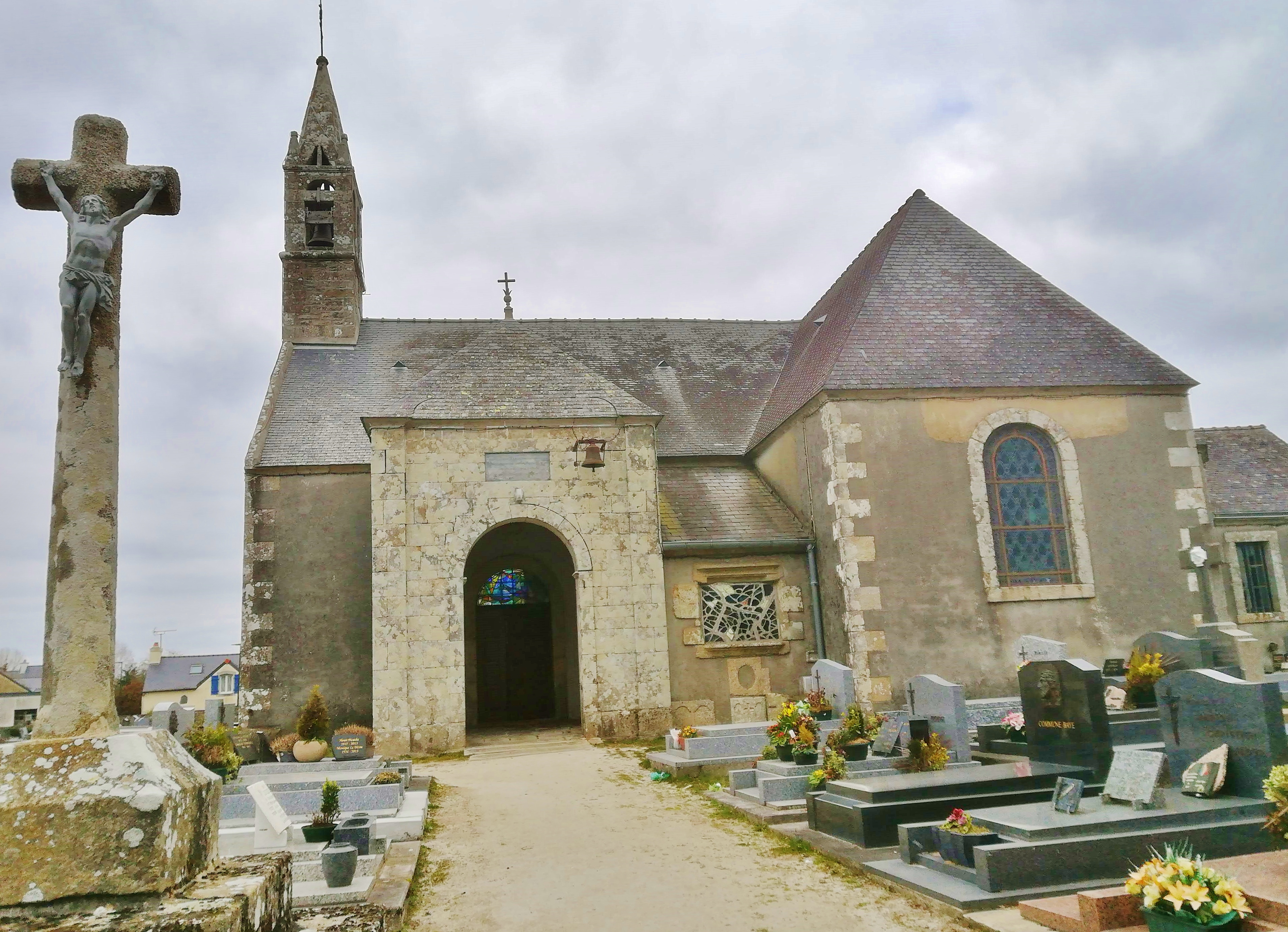
Église Saint-Pierre-aux-Liens : vue extérieure d'ensemble.
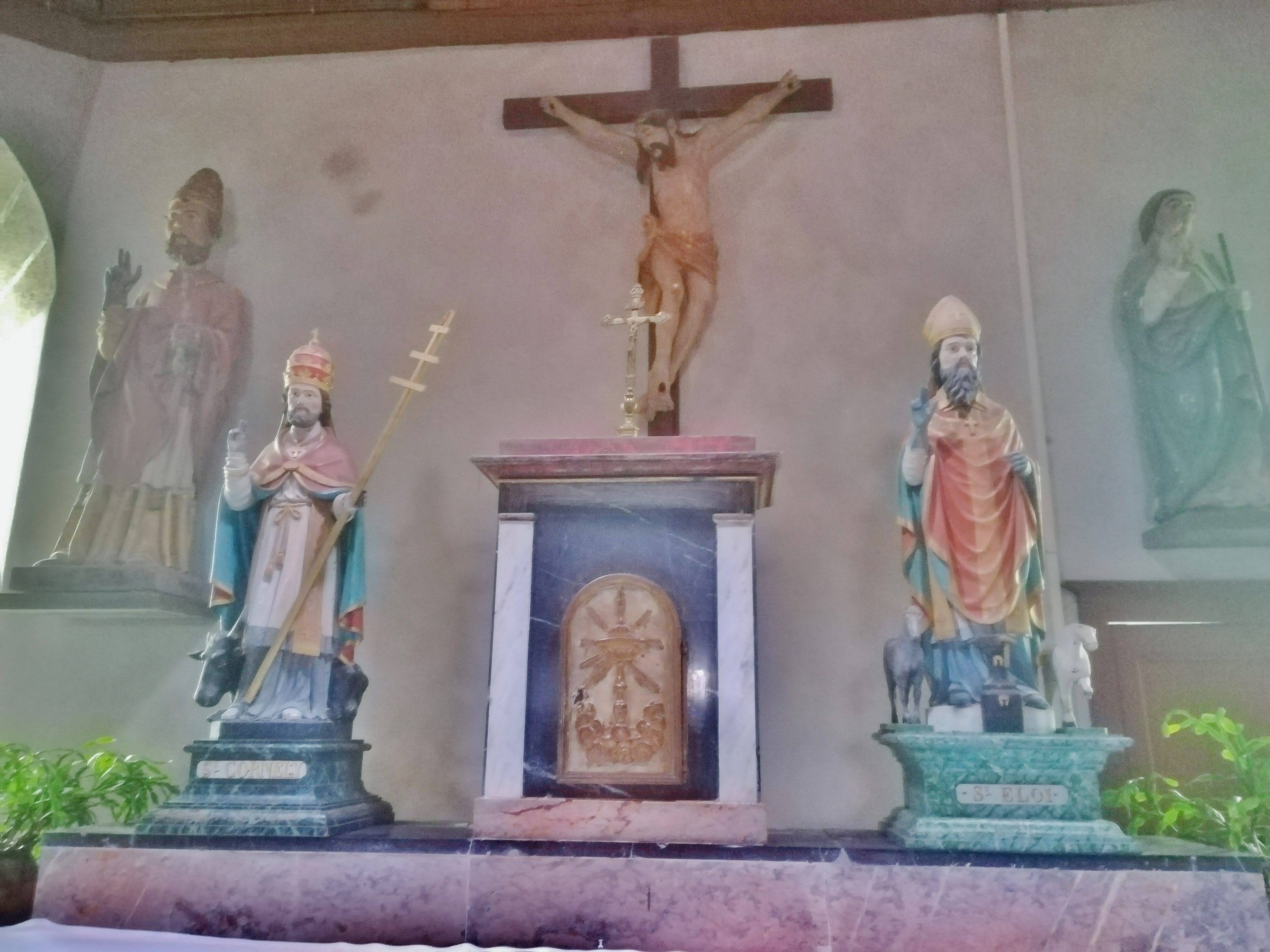
Église Saint-Pierre-aux-Liens : le maître-autel.
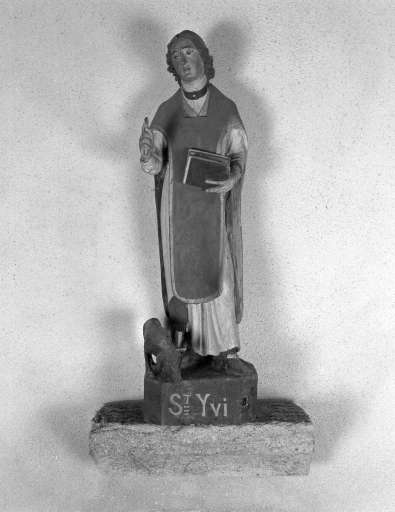
Église Saint-Pierre-aux-Liens : statue de saint Yvi.
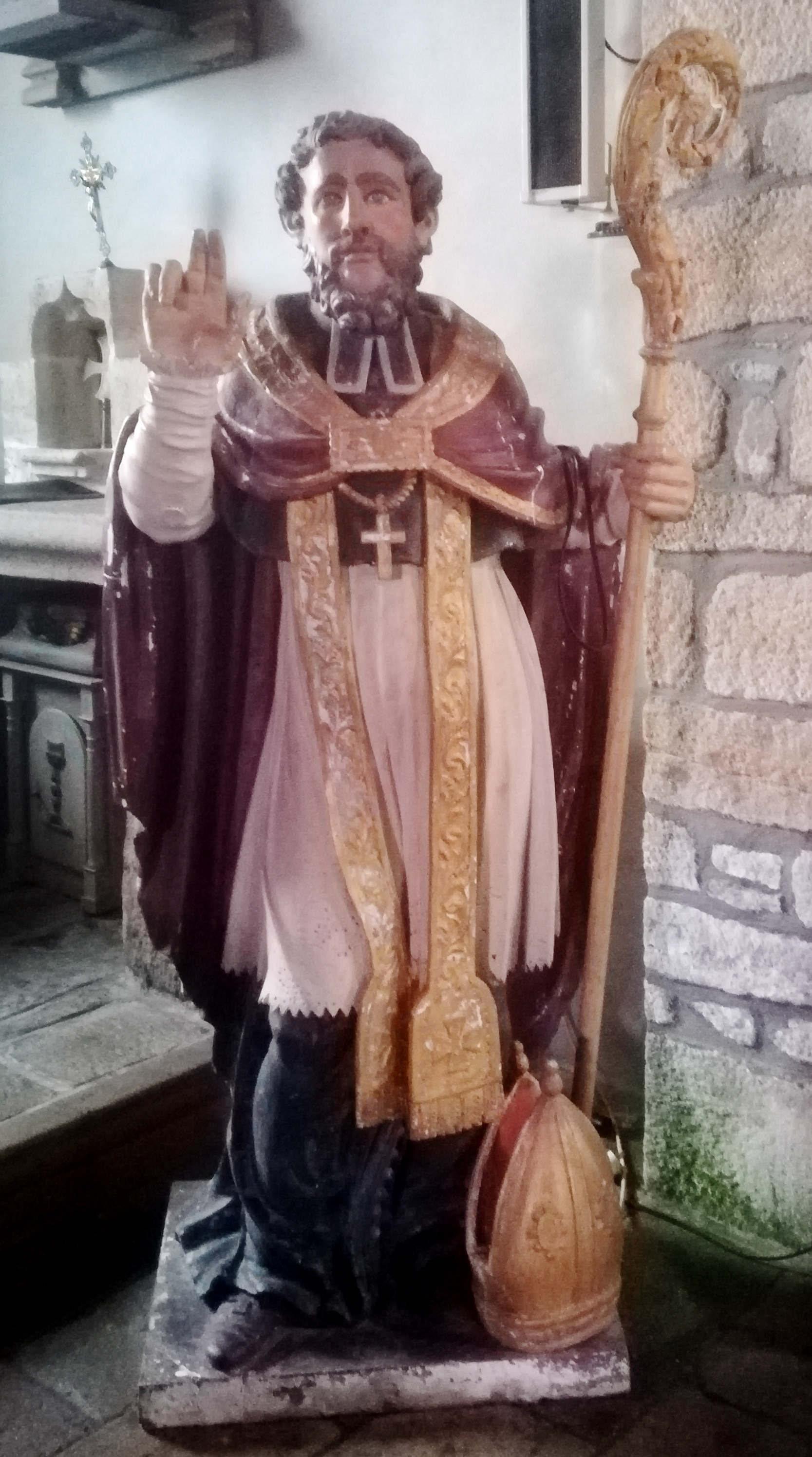
Église Saint-Pierre-aux-Liens : statue.
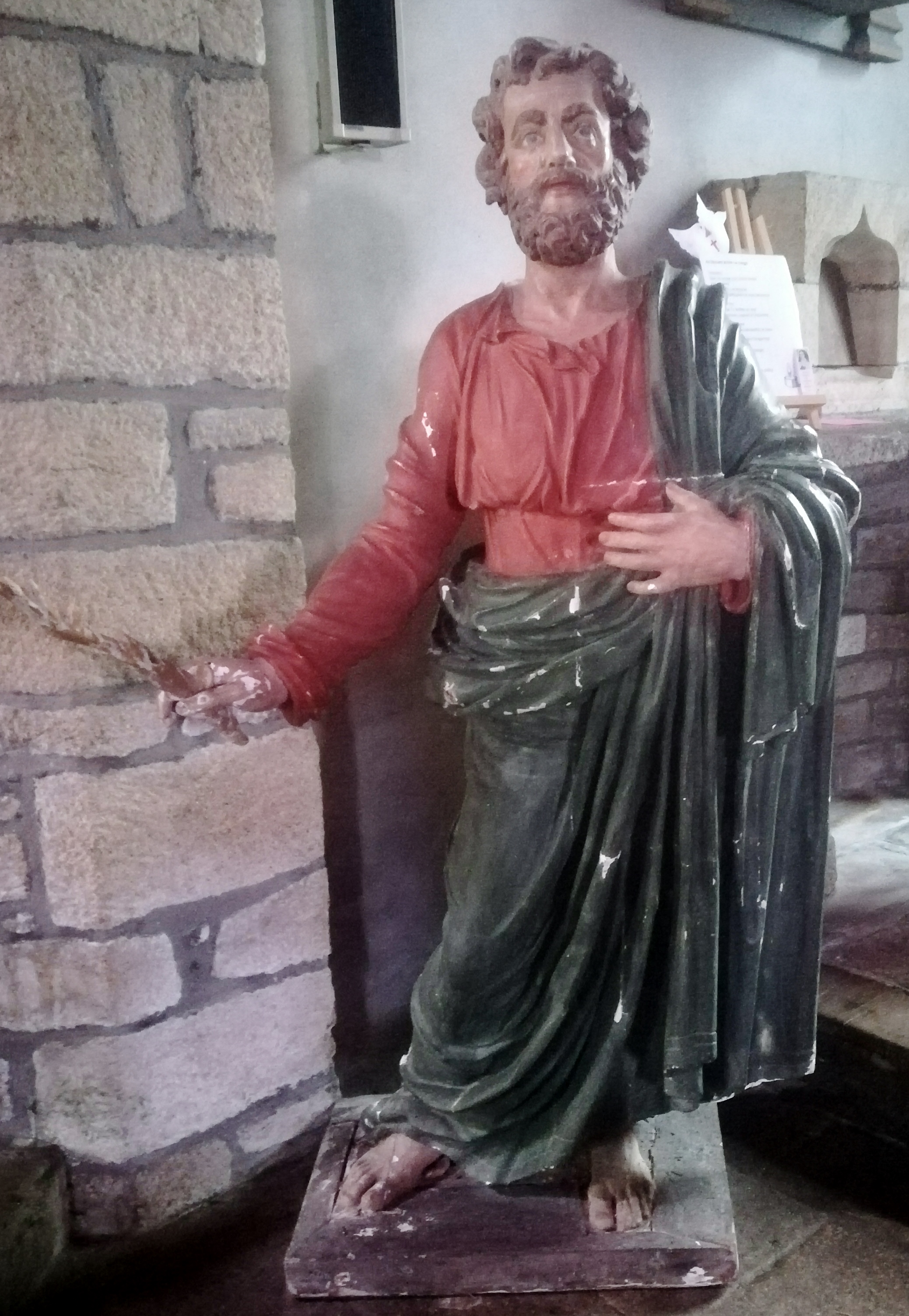
Église Saint-Pierre-aux-Liens : autre statue.

- Le presbytère, qui date de 1847, a été également conçu par l'architecte Joseph Bigot. Il fait office de mairie depuis 1974.
- La fontaine de dévotion Saint-Cornély, construite au milieu du XIXe siècle en raison de la volonté du recteur d'alors, Charles Hervoche, saint Cornély étant alors très vénéré par les cultivateurs pour la protection de leurs bestiaux.
- Les croix monumentales[47] :
  - La croix du Leing :  elle date probablement de la deuxième moitié du XVIIe siècle, mais a été restaurée en 1897 (croix monolithe avec un Christ en fonte)[48].
  - La croix de Kerlouret : elle date aussi probablement de la deuxième moitié du XVIIe siècle[49].
  - La croix de Kercapucher (XIXe siècle)[50].

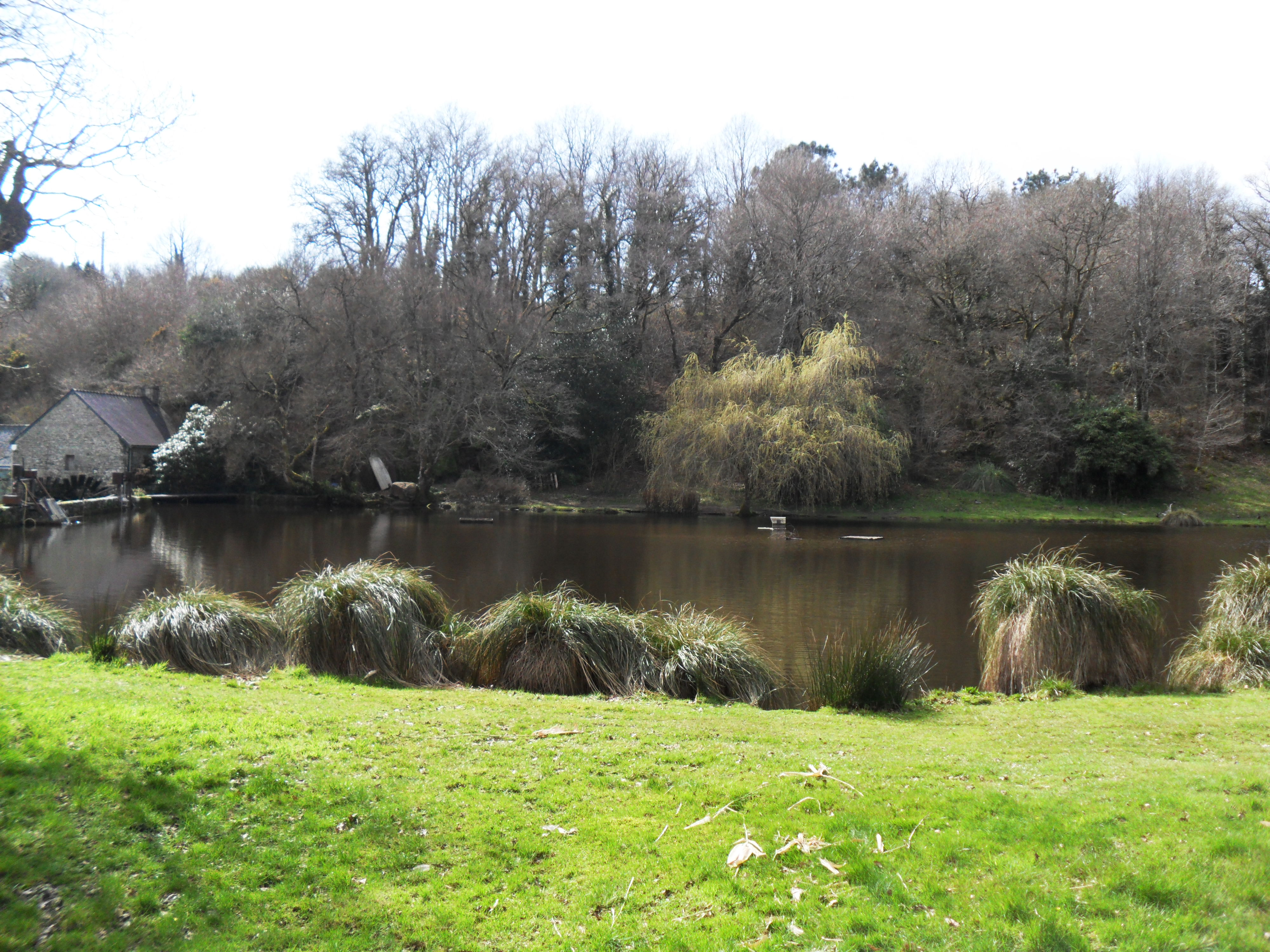
Baye : moulin juste au nord-est du bourg, le long de la D 783.

- Quelques maisons et fermes présentent un intérêt patrimonial[51], notamment :
  - La ferme 1 du hameau de Kerhuel, construite pour partie au XVIe siècle et pour sa partie ouest probablement au XVIIIe siècle, anciennement couverte de chaume[52].
  - La ferme 2 du même hameau de Kerhuel, qui date du XIXe siècle[53].

## Personnalités liées à la commune
- Lucien Demouge (1926-2005), artiste peintre ; il vécut à Baye.
- Pierre Cristien, né le 28 avril 1830 au bourg de Baye, portier au Fort de Querqueville, fut fait chevalier de la Légion d'honneur le 19 janvier 1889[54].
- Corentin Daniellou, né le 4 février 1873 à Baye, lieutenant dans une division d'infanterie, fut fait chevalier de la Légion d'honneur le 3 janvier 1918[55].

## Gastronomie
La commune de Baye possède sa propre spécialité culinaire : l'andouille de Baye. Moins réputée que sa voisine, l'andouille de Guémené, elle est fabriquée façon « Vire » par des charcutiers locaux.